# Baby-Baby-Baby
Baby-Baby-Baby is de tweede single van de Amerikaanse band TLC van het album Ooooooohhh.... On the TLC Tip.
Het newjackswing-hiphopnummer werd op 29 april 1992 uitgebracht op cd, 7 en 12 inchsingle en compact cassette. De single behaalde de tweede plaats in de Billboard Hot 100 en de vijfde plaats in de jaarlijst van die hitparade. In de VS werd het een platina plaat.